# Kopec svatého Jana (vrch)
Kopec svatého Jana (277 m n. m.) je vrch v okrese Hradec Králové Královéhradeckého kraje. Leží asi 1 km západně od místní části Nový Hradec Králové na katastrálním území Třebeš. Stojí na něm kostel svatého Jana Křtitele, k němuž vede z třebešské čtvrti Podzámčí pískovcové schodiště z roku 1888.
Jako Kopec Svatého Jana, resp. Svatý Jan na Kopci, je uváděna i už zaniklá osada na území královéhradecké místní části Třebeš.
V roce 2024 byla na západním svahu vrchu vyhlášena přírodní památka Kopec sv. Jana.

## Geomorfologické zařazení
Geomorfologicky vrch náleží do celku Orlická tabule, podcelku Třebechovická tabule a okrsku Vysokochvojenská plošina.
Podle alternativního členění Balatky a Kalvody náleží vrch do okrsku Choceňská plošina a Vysokochvojenská plošina je zde pouze podokrskem.